# Dalibor Motejlek
Dalibor Motejlek (ur. 17 kwietnia 1942 w Vysokém nad Jizerou) – czechosłowacki skoczek narciarski.
Wystąpił na igrzyskach olimpijskich w 1964 w Innsbrucku, gdzie zajął 10. miejsce w konkursie na dużej skoczni i 19. miejsce w zawodach na skoczni normalnej.. Jego największym sukcesem jest zajęcie trzeciego miejsca w klasyfikacji generalnej w 13. Turnieju Czterech Skoczni (14. miejsce w Oberstdorfie, 7. miejsce w Garmisch-Partenkirchen, 5. miejsce w Innsbrucku i 2. miejsce w Bischofshofen). Ponadto w 14. Turnieju Czterech Skoczni zajął 6. miejsce, a dwa lata później był dziewiąty.